# Choushinsei Flashman
Choushinsei Flashman (超新星フラッシュマン (Siêu Tân Tinh Flashman) Chōshinsei Furasshuman) dịch là Siêu tân tinh Flashman là bộ Super Sentai thứ 10, được  chiếu trong năm 1986. Câu chuyện kể về 5 đứa trẻ bị tổ chức Đế chế Thí nghiệm Tái cấu trúc Mess bắt cóc trong năm 1966 về hành tinh Flash để thí nghiệm. 20 năm sau chúng định tiêu diệt Trái Đất thì cả năm đều thoát được và trở thành Flashman đánh bại chúng để tìm cha mẹ ruột của mình.

## Cốt truyện
Năm 1966, năm đứa trẻ sơ sinh đã bị bắt cóc bởi một nhóm người ngoài hành tinh được gọi là Alien Hunters cho Đế chế Thí nghiệm Tái cấu trúc Mess, những kẻ muốn lấy mẫu người từ Trái Đất để thử nghiệm. Những đứa trẻ đã được cứu bởi kẻ thù không đội trời chung của Mess, chủng tộc người ngoài hành tinh Flash, đưa mỗi đứa trẻ đến một hành tinh khác nhau của Hệ Mặt Trời Flash để đào tạo. Mỗi đứa trẻ được đào tạo riêng biệt về một loạt các siêu năng lực cho phép chúng chiến đấu với Mess, cơ thể của chúng cũng thích nghi với bầu khí quyển của Hệ Mặt Trời Flash khiến chúng có được những khả năng đặc biệt. Khi cuối cùng chúng trở về Trái đất vào năm 1986 để chiến đấu với Mess, kẻ hiện đang cố gắng xâm lược nó, chúng sử dụng cơ hội này để tìm kiếm cha mẹ ruột của mình.

## Nhân vật

### Flashman
- Jin (ジン Jin?) - Red Flash (レッドフラッシュ Reddo Furasshu?)
- Dai (ダイ Dai?) - Green Flash (グリーンフラッシュ Gurīn Furasshu?)
- Bun (ブン Bun?) - Blue Flash (ブルーフラッシュ Burū Furasshu?)
- Sara (サラ Sara?) - Yellow Flash (イエローフラッシュ Ierō Furasshu?)
- Lou (ルー Rū?) - Pink Flash (ピンクフラッシュ Pinku Furasshu?)

Bộ phim thành công với 50 tập và 2 movie và đây cũng là series đầu tiên với sự xuất hiện của gattai thứ 2 là Flash King và Flash Titan.
Trong Kaizoku Sentai Gokaiger sức mạnh tối thượng của Flashman bị đánh cắp bởi Basco hắn lấy được từ Dai - Green Flash nhưng các Gokaiger đã lấy lại được và Dai đã trao lại sức mạnh tối thượng của Flashman cho Gokaiger

### Đế chế Thí nghiệm Tái cấu trúc Mess
- Đại Hoàng đế Lah Deus (大帝ラー・デウス, Daitei Rā Deusu) (1-49): Là kẻ cầm đầu Đế chế Thí nghiệm Tái cấu trúc Mess, Lah Deus phấn đấu trở thành dạng sống tối thượng.
- Đại Tiến sĩ Lie Köpflen (大博士リー・ケフレン, Dai Hakase Rī Kefuren): Là nhà di truyền học của Đế chế Thí nghiệm Tái cấu trúc Mess, quyền lực trên vạn người mà dưới một người: Lah Deus.

## Danh sách tập phim
| Số thứ tự | Tựa tập phim                                       | Tên tiếng Việt                          | Đạo diễn       | Biên kịch     | Phát sóng lần đầu   | Tỉ lệ người xem |
| --------- | -------------------------------------------------- | --------------------------------------- | -------------- | ------------- | ------------------- | --------------- |
| 1         | 急げ! 地球を救え Phiên âm: Isoge! Chikyū o Sukue   | Nhanh lên đi, Trái Đất đang kêu cứu!    | Hori Nagafumi  | Soda Hirohisa | 1 tháng 3 năm 1986  | 12,7%           |
| 2         | 見たか! 巨大ロボ, Phiên âm: Mita ka! Kyodai Robo   | Nhìn xem, người máy khổng lồ kìa!       | Hori Nagafumi  | Soda Hirohisa | 8 tháng 3 năm 1986  | 11.3%           |
| 3         | 宿敵? ハンター! Phiên âm: Shukuteki? Hantā!        | Thợ Săn chính là kẻ thù cũ?!            | Yamada Minoru  | Soda Hirohisa | 15 tháng 3 năm 1986 | 13.5%           |
| 4         | マグは天才ロボ?! Phiên âm: Magu wa Tensai Robo?!   | Mag là một robo thiên tài?!             | Tojo Shohei    | Soda Hirohisa | 22 tháng 3 năm 1986 | 13.2%           |
| 5         | 女戦士に御用心! Phiên âm: Onna Senshi ni Go-yōjin! | Dưới sự chăm sóc của các nữ chiến binh! | Tojo Shohei    | Soda Hirohisa | 29 tháng 3 năm 1986 | 12.2%           |
| 6         | ほえろ! マシーン Phiên âm: Hoero! Mashīn           | Gầm lên đi, cỗ máy!                     | Yamada Minoru  | Soda Hirohisa | 5 tháng 4 năm 1986  | 11.3%           |
| 7         | 風船よ武器になれ Phiên âm: Fūsen yo Buki ni Nare   | Ối, bong bóng hóa vũ khí rồi!           | Tojo Shohei    | Fujii Kunio   |                     |                 |
| 8         |                                                    |                                         | Nagaishi Takao | Soda Hirohisa |                     |                 |
| 9         |                                                    |                                         | Nagaishi Takao | Soda Hirohisa |                     |                 |
| 10        |                                                    |                                         | Tojo Shohei    |               |                     |                 |
| 11        |                                                    |                                         | Tojo Shohei    | Soda Hirohisa |                     |                 |
| 12        |                                                    |                                         |                | Soda Hirohisa |                     |                 |
| 13        |                                                    |                                         |                | Fujii Kunio   |                     |                 |
| 14        |                                                    |                                         | Nagaishi Takao |               |                     |                 |
| 15        |                                                    |                                         | Nagaishi Takao | Soda Hirohisa |                     |                 |
| 16        |                                                    |                                         | Tojo Shohei    | Soda Hirohisa |                     |                 |
| 17        |                                                    |                                         | Tojo Shohei    | Soda Hirohisa |                     |                 |
| 18        |                                                    |                                         |                | Soda Hirohisa |                     |                 |
| 19        |                                                    |                                         |                | Soda Hirohisa |                     |                 |
| 20        |                                                    |                                         | Nagaishi Takao | Fujii Kunio   |                     |                 |